# Цыбульский, Наполеон
Наполеон (настоящее имя — Никодим) Осипович Цыбульский (пол. Napoleon Nikodem Cybulski; 13 сентября 1854, д. Кривоносы, Российская империя — 26 апреля 1919, Краков Польша) — белорусский и польский физиолог, ученик И. Р. Тарханова.

## Биография
Родился Наполеон Цибульский 13 сентября 1854 года в деревне Кривоносы под Михалишками (сейчас Камайский сельсовет, Поставский район, Витебская область). В 1875 г. он окончил Минскую гимназию, после чего обучался в Санкт-Петербургской медико-хирургической академии.
В 1885 году переехал в Краков. С 1885 по 1919 год занимал должность профессора Ягеллонского университета, где возглавлял кафедру физиологии.
Впоследствии организовал физиологическую лабораторию. Здесь вместе со своим учеником Л. Шимоновичем Наполеон Осипович Цибульский впервые получил в 1893—1896 гг. активный экстракт надпочечников, что позволило в дальнейшем выделить гормоны этой железы внутренней секреции в чистом виде. Автор трудов «Физиология человека», «Питание людей в Галиции», трактата по философии «О современном витализме и механизме».
Работал в городской думе Кракова. Скончался Наполеон Цибульский 26 апреля 1919 года. Посмертно награждён Командорским крестом Возрождения Польши (1936).

## Научные работы
Основные научные работы посвящены проблемам общей физиологии и физиологии кровообращения.
- 1880 — Одним из первых применил внутривенное вливание солевых растворов, за что получил красный диплом.
- 1894 — Совместно с Л. Шимановичем открыл физиологическое действие экстрактов надпочечников — адреналина и адреналиноподобных веществ.
- Изучал природу нервного возбуждения[прояснить] и гипноза.
- Исследовал влияние депрессорного и блуждающего нервов на кровообращение и деятельность сердца.
- Разработал новые методы исследования и создал приборы, позволяющие определить скорость движения и массу крови в различных органах и сосудах (гемотахометр и другие приборы).

### Научные труды
- Цибульский Н. О. Физиология человека. — 1-е изд, 1896.
- Цибульский Н. О. Физиология человека. — 2-е изд, 1915.